# Стефан Сърчаджиев
Стефан Николов Сърчаджиев е български режисьор и театрален педагог, професор по актьорско майсторство във ВИТИЗ „Кръстьо Сарафов“.

## Биография
Роден е на 25 декември 1912 г. в Кюстендил. Като ученик участва в любителски ученически представления. Учи в частната театрална школа на Боян Дановски. През 1937 – 1938 г. е „драматически ученик“ в Народния театър, където играе няколко по-малки роли. През 1938 – 1939 г. специализира в Париж. В 1939 – 1940 г. създава и ръководи „Опитен театър“. От 1941 до 1944 г. е режисьор в българския Скопски народен театър. Работи в Народния театър от 1945 до 1957 г. и от 1958 до 1965 г. През сезон 1957 – 1958 г. е пръв директор на Държавния сатиричен театър. Умира на 20 април 1965 г. в София.

### Педагогическа дейност
От 1945 до 1948 г. преподава в Драматическата театрална школа при Народния театър. През 1948 г. е избран за доцент, а от 1952 г. е професор във ВИТИЗ „Кръстьо Сарафов“.

### Семейство
Баща на актьорите Йосиф Сърчаджиев и Стефан Сърчаджиев-Съра, режисьора Богдан Сърчаджиев-Бондо и художника Николай Сърчаджиев.

## Награди и отличия
- Заслужил артист (1963)

## Избрана филмография
- „Утро над родината“ (1951)
- „Наша земя“ (1953)
- „Хитър Петър“ (1960)
- „Царска милост“ (1962)
- „Легенда за Паисий“ (1963)
- „13 дни“ (1964)

## Филми за него
- „Сърчо, нашият Сърчо“ (1975), режисьор: Донка Грозева
- „Магията Сърчо“, режисьор: Стефан Богданов Сърчаджиев